# I liga polska w rugby (1971/1972)
I liga polska w rugby (1971/1972) – szesnasty sezon najwyższej klasy ligowych rozgrywek klubowych rugby union w Polsce. Tytuł mistrza Polski zdobyła drużyna AZS AWF Warszawa, drugie miejsce Lechia Gdańsk, a trzecie Skra Warszawa.

## Uczestnicy rozgrywek
Do rozgrywek grupy silniejszej I ligi w tym sezonie zostało zakwalifikowanych 6 najlepszych drużyn w rozgrywkach poprzedniego sezonu: Polonia Poznań, Lechia Gdańsk, AZS AWF Warszawa, Skra Warszawa, Czarni Bytom i Orzeł Warszawa.

## Przebieg rozgrywek
Rozgrywki toczyły się w systemie jesień–wiosna, każdy z każdym, dwukrotnie mecz i rewanż. Dwie najsłabsze drużyny miały w kolejnym sezonie spaść do grupy słabszej.
Wyniki spotkań:
|                  | Polonia Poznań | Polonia Poznań | Lechia Gdańsk | Lechia Gdańsk | AZS AWF Warszawa | AZS AWF Warszawa | Skra Warszawa | Skra Warszawa | Czarni Bytom | Czarni Bytom | Orzeł Warszawa | Orzeł Warszawa |
| Polonia Poznań   | –              | –              | 8:12          | 9:10          | 3:11             | 3:6              | 6:3           | 6:6           | 9:0          | 19:6         | 19:3           | 16:0           |
| Lechia Gdańsk    | 3:0            | 12:10          | –             | –             | 13:8             | 13:20            | 3:5           | 13:6          | 3:6          | 24:6         | 27:14          | 9:0 (wo)       |
| AZS AWF Warszawa | 8:3            | 23:7           | 6:12          | 34:6          | –                | –                | 3:0           | 4:4           | 9:0 (wo)     | 26:9         | 32:8           | 22:9           |
| Skra Warszawa    | 8:8            | 9:8            | 17:17         | 8:13          | 9:8              | 14:10            | –             | –             | 20:6         | 7:13         | 6:0            | 13:13          |
| Czarni Bytom     | 6:5            | 0:23           | 3:5           | 14:24         | 3:11             | 12:27            | 3:8           | 17:10         | –            | –            | 20:13          | 9:0 (wo)       |
| Orzeł Warszawa   | 6:21           | 12:15          | 0:19          | 6:43          | 3:9              | brak danych      | 8:22          | 6:20          | 0:6          | 6:11         | –              | –              |

Tabela końcowa (na czerwono wiersze z drużynami, które spadały do słabszej grupy – późniejszej II ligi):
| Pozycja | Drużyna          | Punkty razem | Bilans punktów |
| ------- | ---------------- | ------------ | -------------- |
| 1       | AZS AWF Warszawa | 51           | 299:131        |
| 2       | Lechia Gdańsk    | 51           | 278:180        |
| 3       | Skra Warszawa    | 43           | 195:165        |
| 4       | Polonia Poznań   | 38           | 198:144        |
| 5       | Czarni Bytom     | 35           | 150:246        |
| 6       | Orzeł Warszawa   | 19           | 107:361        |

## Słabsza grupa (II liga)
Równolegle z rozgrywkami grupy silniejszej rywalizowały drużyny w grupie słabszej (od kolejnego sezonu nazwanej II ligą). Przystąpiły do nich cztery słabsze drużyny I ligi z poprzedniego sezonu (Spójnia Gdańsk, Budowlani Łódź, Posnania Poznań, Ogniwo Sopot), uzupełnione o nowy klub Mazovia Mińsk Mazowiecki. W toku sezonu Spójnia Gdańsk przekazała sekcję rugby Bałtykowi Gdynia i drużyna kończyła rozgrywki już pod nowym szyldem.
Rozgrywki toczyły się w systemie jesień–wiosna, każdy z każdym, dwukrotnie mecz i rewanż. Dwie najlepsze drużyny miały w kolejnym sezonie awansować do I ligi.
Końcowa klasyfikacja grupy słabszej (na zielono wiersze z drużynami, które awansowały do I ligi):
| Pozycja | Drużyna                  |
| ------- | ------------------------ |
| 1       | Budowlani Łódź           |
| 2       | Bałtyk Gdynia            |
| 3       | Posnania Poznań          |
| 4       | Ogniwo Sopot             |
| 5       | Mazovia Mińsk Mazowiecki |

## Inne rozgrywki
W rozgrywanych w tym sezonie mistrzostwach Polski juniorów zwycięstwo odniosła drużyna Budowlani Łódź.